# آن هوي
آن هوي (بالصينية: 許鞍華) هي كاتبة سيناريو ومنتجة أفلام ومخرجة وممثلة صينية، ولدت في 23 مايو 1947 بآنشان في الصين. من الجوائز التي نالتها جائزة الحصان الذهبي لأفضل مخرج ‏ سنة 1999 وجائزة الحصان الذهبي لأفضل مخرج ‏ سنة 2011 وجائزة الحصان الذهبي لأفضل مخرج ‏ سنة 2014 وAsian Film Award for Best Director ‏ وBronze Bauhinia Star ‏ وHong Kong Film Award for Best Director ‏.

## جوائز
- جائزة الحصان الذهبي لأفضل مخرج [الإنجليزية]‏ (1999)
- جائزة الحصان الذهبي لأفضل مخرج [الإنجليزية]‏ (2011)
- جائزة الحصان الذهبي لأفضل مخرج [الإنجليزية]‏ (2014)
- Asian Film Award for Best Director [الإنجليزية]‏
- Bronze Bauhinia Star [الإنجليزية]‏
- Hong Kong Film Award for Best Director [الإنجليزية]‏

## وصلات خارجية
- آن هوي على موقع IMDb (الإنجليزية)
- آن هوي على موقع روتن توميتوز (الإنجليزية)
- آن هوي على موقع مونزينجر (الألمانية)
- آن هوي على موقع ألو سيني (الفرنسية)
- آن هوي على موقع أول موفي (الإنجليزية)
- آن هوي على موقع قاعدة بيانات الأفلام السويدية (السويدية)
- آن هوي على موقع قاعدة بيانات الفيلم (الإنجليزية)
- آن هوي على موقع كينوبويسك (الروسية)